# Villandry
Villandry – miejscowość i gmina we Francji, w Regionie Centralnym, w departamencie Indre i Loara.
Według danych na rok 1990 gminę zamieszkiwało 776 osób, a gęstość zaludnienia wynosiła 44 osoby/km² (wśród 1842 gmin Regionu Centralnego Villandry plasuje się na 501. miejscu pod względem liczby ludności, natomiast pod względem powierzchni na miejscu 762.).